# Lichnanthe vulpina
Lichnanthe vulpina is een keversoort uit de familie Glaphyridae. De wetenschappelijke naam van de soort is voor het eerst geldig gepubliceerd in 1827 door Hentz.